# 대아고등학교
대아고등학교(大亞高等學校)는 대한민국 경상남도 진주시 이현동에 있는 사립 고등학교이다.

## 학교 연혁
- 1943년 4월 8일 : 항일학생운동 단체인 '반진단' 에서 아시아의 자립과 민주 독립을 위한 교육기관 설립을 발의
- 1954년 2월 23일 : 학교법인 하천학원 설립 인가 / 초대 이사장에 박종한 선생 취임
- 1966년 1월 22일 : 대아고등학교 설립 인가 (인가학급 3학급)
- 1966년 3월 2일 : 대아고등학교 1학년 60명(1학급) 입학 및 초대 교장 박종한 선생 취임
- 1969년 2월 28일 : 제1회 60명 졸업
- 1973년 12월 29일 : 대아고등학교 30학급 증설 인가
- 1980년 3월 4일 : 진주시 이현동 숙호산에 학교 신축 이전
- 1981년 4월 16일 : '학교법인 하천학원' 을 '학교 법인 오민학원'으로 명칭 변경
- 2018년 5월 18일 : 제7대 이사장 김영란 선생 취임
- 2023년 2월 9일 : 제55회 262명 졸업(총 25,654명)
- 2023년 9월 1일 : 제11대 교장 정규석 선생 취임

## 참고 자료
- 대아고등학교 - 한국교육학술정보원 학교알리미